# Азербайджан на літніх Олімпійських іграх 1996
На літніх Олімпійських іграх 1996 року в Атланті Азербайджан вперше взяв участь як незалежна держава. Раніше азербайджанські атлети змагалися у складі команди Радянського Союзу на Олімпійських іграх з 1952 по 1988 рік, а після розпаду Радянського Союзу, Азербайджан був частиною єдиної команди на Олімпіаді 1992 року. Країну представляли 23 спортсмени (20 чоловіків і три жінки) у 9 видах спорту: легка атлетика, бокс, стрибки у воду, фехтування, дзюдо, стрільба, плавання, важка атлетика і боротьба. Прапороносцем на церемонії відкриття Олімпійських ігор став дзюдоїст Назім Гусейнов.
Азербайджанські атлети здобули одну срібну медаль з боротьби. Збірна Азербайджану посіла 61-ше неофіційне загальнокомандне місце.

## Медалісти
| Медаль | Спортсмен       | Вид спорту | Змагання | Дата |
| ------ | --------------- | ---------- | -------- | ---- |
| Срібло | Намік Абдуллаєв | Боротьба   | −55 кг   |      |

## Учасники
| Вид спорту     | Чоловіки | Жінки | Всього |
| -------------- | -------- | ----- | ------ |
| Легка атлетика | 3        | 1     | 4      |
| Бокс           | 2        | 0     | 2      |
| Стрибки у воду | 1        | 0     | 1      |
| Фехтування     | 1        | 0     | 1      |
| Дзюдо          | 1        | 1     | 0      |
| Стрільба       | 1        | 1     | 2      |
| Плавання       | 1        | 0     | 1      |
| Важка атлетика | 2        | 0     | 0      |
| Боротьба       | 8        | 0     | 0      |
| Разом          | 20       | 3     | 23     |

## Бокс
| Спортсмен      | Категорія   | 1/32                      | 1/16                     | Чвертьфінал                  | Півфінал           | Фінал              | Місце |
| Спортсмен      | Категорія   | Суперник Результат        | Суперник Результат       | Суперник Результат           | Суперник Результат | Суперник Результат | Місце |
| -------------- | ----------- | ------------------------- | ------------------------ | ---------------------------- | ------------------ | ------------------ | ----- |
| Ільхам Керімов | до 81 кг    | Ісмаель Коне (SWE) L 3–22 | не пройшов               | не пройшов                   | не пройшов         | не пройшов         | 17    |
| Адалят Мамедов | понад 91 кг | Петр Горачек (CZE) W RSC2 | Жозе Блокус (FRA) W RSC1 | Дункан Доківарі (NGR) L RSC3 | не пройшов         | не пройшов         | 8     |

### Боротьба
Чоловіки
Вільна боротьба
| Спортсмен            | Категорія | Раунд 1                       | Раунд 2                        | Раунд 3                     | Раунд 4                          | Раунд 5                         | Раунд 6                     | Фінал                         | Фінал |
| Спортсмен            | Категорія | Суперник Результат            | Суперник Результат             | Суперник Результат          | Суперник Результат               | Суперник Результат              | Суперник Результат          | Суперник Результат            | Місце |
| -------------------- | --------- | ----------------------------- | ------------------------------ | --------------------------- | -------------------------------- | ------------------------------- | --------------------------- | ----------------------------- | ----- |
| Намік Абдуллаєв      | −52 кг    | Лу Росселлі (USA) W 3–0       | Гідео Сасаяма (JPN) W 11–0     | Адхам Ачилов (UZB) W 4–0    | Голамреза Могаммаді (IRI) W 4–0  | Bye                             | Bye                         | Валентин Йорданов (BUL) L 3–4 | 2     |
| Аріф Абдуллаєв       | −57 кг    | Мохаммад Талаей (IRI) L 1–4   | Асланбек Фідаров (UKR) W 11–0  | Назім Аліджанов (MDA) W 4–3 | Гарун Доган (TUR) L 1–3          | не пройшов                      | не пройшов                  | не пройшов                    | 10    |
| Ельшад Аллахвердієв  | −68 кг    | Янош Форіс (HUN) W 3–0        | Хванг Сан Го (KOR) L 3–5       | Кюлло Кеів (EST) L 1–5      | не пройшов                       | не пройшов                      | не пройшов                  | не пройшов                    | 14    |
| Магомедсалам Гаджієв | −74 кг    | Пак Чан Сун (KOR) L 4–1       | Магомед Куруглієв (KAZ) W 4–0  | Арпад Ріттер (HUN) W 3–2    | Альберто Родрігес (CUB) W 6–2    | Александер Ляйпольд (GER) L 0–3 | не пройшов                  | Віктор Пейков (GER) L WO      | 8     |
| Могамед Ібрагімов    | −82 кг    | Магомед Куруглієв (KAZ) L 1–4 | Олександр Савко (KAZ) W 5–0    | Ніколае Гіта (ROM) W 5–3    | Автанділ Гоголішвілі (GEO) W 6–4 | Лес Гатчес (USA) W 3–2          | Амір Реза Хадем (IRI) L 0–3 | Магомед Куруглієв (KAZ) W WO  | 5     |
| Давуд Магомедов      | −100 кг   | Аббас Джадіді (IRI) L 0–4     | Шкелькім Тропліні (ALB) W 10–0 | Арават Сабєєв (GER) L 1–3   | не пройшов                       | не пройшов                      | не пройшов                  | не пройшов                    | 11    |

Греко-римська боротьба
| Спортсмен     | Категорія | Раунд 1                     | Раунд 2                         | Раунд 3                           | Раунд 4                    | Раунд 5            | Раунд 6            | Фінал              | Фінал |
| Спортсмен     | Категорія | Суперник Результат          | Суперник Результат              | Суперник Результат                | Суперник Результат         | Суперник Результат | Суперник Результат | Суперник Результат | Місце |
| ------------- | --------- | --------------------------- | ------------------------------- | --------------------------------- | -------------------------- | ------------------ | ------------------ | ------------------ | ----- |
| Тагір Загідов | −48 кг    | Олег Кучеренко (GER) L 0–10 | Абдулла Аль-Ізані (IRI) W 11–0  | Франческо Константіно (ITA) L 0–5 | не пройшов                 | не пройшов         | не пройшов         | не пройшов         | 14    |
| Вілаєт Агаєв  | −57 кг    | Шен Цзетянь (CHN) L 4–5     | Станіслав Павловскі (POL) W 4–3 | Агасі Манукян (POL) W 7–2         | Луїс Сарміенто (CHN) L 0–1 | не пройшов         | не пройшов         | не пройшов         | 10    |

## Важка атлетика
| Спортсмен        | Дисципліна         | Ривок     | Ривок        | Поштовх   | Поштовх | Разом | Місце |
| Спортсмен        | Дисципліна         | Результат | Місце        | Результат | Місце   | Разом | Місце |
| ---------------- | ------------------ | --------- | ------------ | --------- | ------- | ----- | ----- |
| Асіф Меліков     | до 59 кг, чоловіки | —         | не фінішував | —         | —       | —     | —     |
| Ісраел Мілітосян | до 70 кг, чоловіки | 152.5     | 6            | 182.5     | 6       | 335.0 | 6     |

## Дзюдо
| Назім Гусейнов    | до 60 кг, чоловіки | Хохе Ленсіна (ARG) W | Рікардо Акунья (MEX) L    | не пройшов | не пройшов | не пройшов | не пройшов | не пройшов | не пройшов | не пройшов |            |
| Зульфія Гусейнова | до 56 кг, жінки    | Bye                  | Ісабель Фернандес (ESP) L | не пройшов | не пройшов | не пройшов | не пройшов | не пройшов | не пройшов | не пройшов | не пройшов |

## Легка атлетика
| Спортсмен          | Дисципліна                  | Гіт/Кваліфікація | Гіт/Кваліфікація | Чвертьфінал | Чвертьфінал | Півфінал   | Півфінал   | Фінал      | Фінал      |
| Спортсмен          | Дисципліна                  | Результат        | Місце            | Результат   | Місце       | Результат  | Місце      | Результат  | Місце      |
| ------------------ | --------------------------- | ---------------- | ---------------- | ----------- | ----------- | ---------- | ---------- | ---------- | ---------- |
| Аріф Ахундов       | 100 м, чоловіки             | 11.11            | 7                | не пройшов  | не пройшов  | не пройшов | не пройшов | не пройшов | не пройшов |
| Васіф Асадов       | потрійний стрибок, чоловіки | 16.21            | 27               | Bye         | Bye         | Bye        | Bye        | не пройшов | не пройшов |
| Олексій Фатьянов   | потрійний стрибок, чоловіки | 16.14            | 31               | Bye         | Bye         | Bye        | Bye        | не пройшов | не пройшов |
| Ельвіра Джаббарова | 100 м, жінки                | 11.96            | 8                | не пройшла  | не пройшла  | не пройшла | не пройшла | не пройшла | не пройшла |

## Стрибки у воду
| Спортсмен       | Дисципліна                  | Кваліфікація | Кваліфікація | Півфінал   | Півфінал   | Фінал      | Фінал      |
| Спортсмен       | Дисципліна                  | Бали         | Місце        | Бали       | Місце      | Бали       | Місце      |
| --------------- | --------------------------- | ------------ | ------------ | ---------- | ---------- | ---------- | ---------- |
| Емін Джебраїлов | вишка, 10 метрів (чоловіки) | 294.93       | 27           | не пройшов | не пройшов | не пройшов | не пройшов |

## Стрільба
| Спортсмен       | Дисципліна                          | Кваліфікація | Кваліфікація | Фінал      | Фінал      |
| Спортсмен       | Дисципліна                          | Бали         | Місце        | Бали       | Місце      |
| --------------- | ----------------------------------- | ------------ | ------------ | ---------- | ---------- |
| Валерій Тимохін | скит (чоловіки)                     | 116          | 38           | не пройшов | не пройшов |
| Ірада Ашумова   | пневматичний пістолет, 10 м (жінки) | 381          | 10           | не пройшла | не пройшла |
| Ірада Ашумова   | пістолет, 25 м (жінки)              | 576          | 15           | не пройшла | не пройшла |

## Фехтування
| Спортсмен       | Дисципліна                    | 1/32                            | 1/16               | Чвертьфінал        | Півфінал           | Фінал              | Фінал              |       |
| Спортсмен       | Дисципліна                    | Суперник Результат              | Суперник Результат | Суперник Результат | Суперник Результат | Суперник Результат | Суперник Результат | Місце |
| --------------- | ----------------------------- | ------------------------------- | ------------------ | ------------------ | ------------------ | ------------------ | ------------------ | ----- |
| Ельхан Маммедов | індивідуальна шабля, чоловіки | Володимир Калюжний (UKR) L 5–15 | не пройшов         | не пройшов         | не пройшов         | не пройшов         | 40                 |       |